# پریش آویلوس (لوئیزیانا)
اویلس پریش (به انگلیسی: Avoyelles Parish) یک قصبه در ایالات متحده آمریکا است که در لوئیزیانا واقع شده‌است.

## خصوصیات
اویلس پریش ۲٬۲۴۲٫۹۴ کیلومترمربع مساحت دارد.